# WILL YOU MARRY ME?
「WILL YOU MARRY ME?」（ウィル ユー マリー ミー?）は、1996年7月24日にリリースされた高橋由美子の20枚目のシングルである。

## 解説
毎日放送『世界ウルルン滞在記』のエンディング・テーマとして使われた （1996年7月〜9月）。

## 収録曲
- 全曲作詞：康珍化 / 編曲：清水信之

1. WILL YOU MARRY ME?
  - 作曲：茂村泰彦
2. ちょっと待ってちょうだい、けだものさん
  - 作曲：和泉一弥
3. WILL YOU MARRY ME?（オリジナル・カラオケ）
4. ちょっと待ってちょうだい、けだものさん（オリジナル・カラオケ）